# Більшівцівський район
Більшівцівський район — колишній район Станіславської (з 9 листопада 1962 р. — Івано-Франківської) області УРСР. Адміністративним центром району було селище Більшівці.

## Історія
Більшівцівський район утворений Указом Президії ВР СРСР від 17 січня 1940 р. з ґмін Більшівці, Кукільники і Ліпіца Дольна Рогатинського повіту Станіславської області УРСР.
Першим секретарем райкому компартії призначений Овчаренко Є. Г. (до того — начальник політвідділу молрадгоспу «Горняк-2» Добропільського району Сталінської області)
Указом Президії Верховної Ради УРСР 23 жовтня 1940 р. Гоноратівська сільська рада передана з Більшівцівського району до Рогатинського району.
У 1941—1944 роках територія району входила до складу Бережанської округи дистрикту Галичина. Після повторного захоплення території району Червоною армією в липні 1944 р. було відновлено довоєнний Більшівцівський район з усіма адміністративними органами і розпочато примусову мобілізацію чоловіків. 23 грудня 1944 р. райцентром Більшівці оволоділа чота сотні «Гайдамаків» під командуванням хорунжого «Ясміна», тільки частині більшовиків удалося сховатися за неприступними мурами костелу.
Станом на 1 вересня 1946 року площа району становила 300 км², кількість сільських рад — 25.
За даними облуправління МГБ у 1949 р. в Більшівцівському районі підпілля ОУН найактивнішим було в селах Бовшів, Нові Скоморохи і Старі Скоморохи.
На 22.01.1955 в районі залишилось 15 сільрад.
6 червня 1957 року указом Президії Верховної Ради УРСР було розформовано Жовтневий район, частина якого включно із селищем Жовтень перейшла до Більшівцівського району.
Указом Президії Верховної Ради УРСР від 30 грудня 1962 року Більшівцівський район ліквідовано, а його територія ввійшла до складу Галицького району..

## Адміністративний поділ станом на 1 вересня 1946 року[9]
- Більшівцівська селищна рада
  - селище Більшівці
- Бовшівська сільська рада
  - село Бовшів
- Верхньолипицька сільська рада
  - село Верхня Липиця
- Ганновецька сільська рада
  - село Ганнівці
- Городиськівська сільська рада
  - село Городиська
- Дитятинська сільська рада
  - село Дитятин
- Жалиборівська сільська рада
  - село Жалибори
- Загір'є-Кукільницька сільська рада
  - село Загір'я-Кукільницьке
- Зеленівська сільська рада
  - село Зеленів
- Кінашівська сільська рада
  - село Кінашів
- Кукільницька сільська рада
  - село Кукільники
- Курівська сільська рада
  - село Курів
- Лопушнянська сільська рада
  - село Лопушня
- Набережненська сільська рада
  - село Набережне
- Нараївська сільська рада
  - село Нараївка
- Нижньолипицька сільська рада
  - село Нижня Липиця
- Німшинська сільська рада
  - село Німшин
  - хутір Демешківці
- Новоскоморохівська сільська рада
  - село Нові Скоморохи
- Підшумлянська сільська рада
  - село Підшумлянці
- Поплавниківська сільська рада
  - село Поплавники
- Сарниківська сільська рада
  - село Сарники
- Свистільниківська сільська рада
  - село Свистільники
- Слобідсько-Більшівцівська сільська рада
  - село Слобідка Більшівцівська
- Староскоморохівська сільська рада
  - село Старі Скоморохи
- Хохонівська сільська рада
  - село Хохонів
- Яблунівська сільська рада
  - село Яблунів